# Divisão sexual do trabalho
A divisão sexual do trabalho refere-se à atribuição de tarefas diferentes ou responsabilidades diferentes a homens ou mulheres pelo único motivo de seu sexo biológico. Essa forma de organização social do trabalho é historicamente adaptada a cada sociedade e tem por característica a destinação prioritária dos homens a atividades produtivas (ocupações de forte valor social agregado, como comércio, indústria, empreendimentos, e na política) e a mulheres à esfera reprodutiva (atividades relacionadas a cuidados e afazeres domésticos). Essa divisão repercute fortemente nos cargos e funções ocupados pelas mulheres e em seus rendimentos, já que são destinadas às mulheres principalmente tarefas e ocupações que remetem a cuidado e serviços que são menos valorizados socialmente.

## Histórico

### Sociedades pré-estatais
Nas sociedades pré-estatais documentadas pelos antropólogos durante os séculos XIX e XX, observa-se que tarefas como a coleta de alimentos são, em sua maior parte, levadas a cabo por mulheres, enquanto outras, como a caça, a pesca e as atividades  relacionadas à guerra, são majoritariamente realizadas pelos homens. Não obstante, existe uma enorme variedade nas formas que a divisão sexual do trabalho pode adotar, constatada ao longo e largo do planeta em sociedades com diferentes níveis de complexidade. Assim, por exemplo, podemos citar como caçadoras as mulheres woods cree do Canadá, as mulheres ache do Paraguai, as juuǂhõã da Namíbia e Botswana, as mulheres baKola/baGyeli de Camarões, as mulheres tiwi de Austrália, as agta de Filipinas, etc.
Nestas sociedades o modo de produção dominante é naturalmente caçador-coletor, ainda que se produzam também outra série de objetos domésticos e práticos necessários para a vida cotidiana: móveis, instrumentos, utensílios domésticos, roupa e calçado, moradia, etc. Nas sociedades pré-estatais, observa-se ademais que o número de horas que homens e mulheres despendem nas diferentes atividades pode diferir enormemente. Isto posso ocorrer inclusive em sociedades relativamente igualitárias e pouco hierárquicas onde muitas das decisões se tomam em comum, com a opinião de todos os membros do grupo étnico ou da aldeia.

### Sociedades industriais modernas
Tradicionalmente nas sociedades modernas, com uma organização estatal e governos centralizados e formadas por milhões de indivíduos, tem predominado, tanto no Ocidente como na Ásia e na África, um modo de organização social patriarcal, no qual os postos com maior poder e influência são ocupados com maior probabilidade por homens que por mulheres. Nas monarquias hereditárias a maior parte das vezes o soberano é um homem, ainda que existam casos de imperatrizes e rainhas, tanto no Ocidente como no Oriente, que herdaram o poder de algum familiar do sexo masculino. No entanto, em geral, estas situações foram transitórias e o sistema esteve em grande parte dominado por indivíduos do sexo masculino.
Quanto à organização da produção, igualmente durante os séculos XVIII, XIX e XX observa-se na maior parte dos países do mundo uma maior taxa de ocupação masculina em atividades remuneradas. Até a segunda metade do século XX, as mulheres dedicavam-se majoritariamente a tarefas domésticas como única ocupação. No entanto, o aparecimento de um setor de serviços, com um grande número de empregos a partir da segunda metade do século XX, criou mais oportunidades de emprego para as mulheres fora de seu lar. No entanto, a taxa de ocupação feminina em atividades remuneradas segue sendo inferior à masculina em todos os países. Somente em alguns países e em décadas recentes se chegou a taxas de ocupação menos díspares para homens e mulheres.
Ainda assim o movimento feminista tem assinalado que nos postos mais bem remunerados a proporção de homens segue sendo superior à de mulheres. Em geral, as mulheres têm menos autonomia econômica; é mais provável que ocupem postos a tempo parcial e em postos menos remunerados. Isto pode ser explicado, em grande medida, pela divisão sexual do trabalho que atribui às mulheres a responsabilidade pelo trabalho doméstico não-remunerado.
Num estudo econômico publicado pela revista Slate mostrou-se que a diferença de tempo dedicado ao trabalho remunerado e ao doméstico por homens e mulheres é inversamente proporcional ao desenvolvimento econômico do país. No caso dos países desenvolvidos, a soma de horas totais trabalhadas (remunerado mais não remunerado) é a mesma para homens e mulheres.

## Trabalho doméstico e sua conciliação com a vida profissional
O trabalho doméstico pode ser definido como o cuidado de pessoas no contexto familiar (idosos, crianças, conjuges). Desde sempre é um trabalho executado por mulheres, e visto como um trabalho de mulheres.
Daniéle Kergoat diz que o trabalho executado pelos homens é sempre mais valorizado que o executado pelas mulheres. Um exemplo claro é a desvalorização do trabalho doméstico, visto que uma parte do trabalho doméstico não pode ser mercantilizada, e na sociedade capitalista só há valor o trabalho que possa gerar dinheiro.
Para os estudiosos, o trabalho doméstico tem uma enorme função social e econômica, já que a partir dele cria-se indivíduos aptos ao mercado de trabalho e a vida social.
A falta de programa sociais que viabilizam a conciliação entre trabalho doméstico e profissional, cria uma sobrecarga, principalmente nas mulheres, que se veem obrigadas a conciliar vida profissional e o trabalho em casa, executando jornada dupla de trabalho.
Com a inclusão das mulheres no mercado de trabalho e a crescente dificuldade de se manter uma jornada dupla, o trabalho doméstico passou a ser executado por pessoas fora da família e a ser remunerado, o que não mudou o seu contexto de desvalorização e precarização. Em grande parte dos casos, o trabalho doméstico é executado por imigrantes, pessoas com baixa escolaridade (já que é um trabalho que exige pouca instrução e técnica), e até mesmo por crianças, o que torna a necessidade de regulamentação e fiscalização ainda mais urgente.
O trabalho doméstico remunerado possibilitou que as mulheres com maior nível de escolaridade pudessem preencher vagas mais bem remuneradas e que exigiam um nível mais alto de qualificação, enquanto as mulheres com baixa escolaridade assumiam o trabalho doméstico e sua baixa remuneração.
Esse tipo de trabalho sempre foi pauta da OIT, mas pouco se tem feito para que a regulamentação seja efetiva e o trabalho doméstico esteja cada vez mais perto de ser considerado um trabalho digno. A ideia de trabalho digno consiste em justa remuneração, boas condições de trabalho, respeito e dignidade dentro do ambiente de trabalho. Assim, é necessário que o trabalho doméstico possua uma regulamentação que respeite suas especificidades e garanta direitos e deveres como qualquer outro.
Essa regulamentação pobre se deve a vários fatores, mas principalmente à dificuldade de fiscalização do ambiente de trabalho, à falta de tarefas bem definidas e à dificuldade da aplicação de leis no contexto do lar.
Além disso, há a contradição entre as famílias entregarem aos cuidados de alguém que não pertença a ela seus maiores bens, como a casa e os filhos, mas não se dispor a pagar um salário compatível com essa responsabilidade.
Essa fragilidade, precarização e preconceito pelo trabalho doméstico acentua ainda mais a necessidade de debate sobre a divisão do trabalho doméstico entre homens e mulheres. Não é possível ainda que a mulher se emancipe e viva sua vida profissional plena sendo sobrecarregada pela jornada dupla. Essa emancipação depende de fatores importantes como a quebra da ideia do trabalho doméstico ser necessariamente executado por mulheres e a necessidade urgente de regulamentação e valorização desse trabalho.
De acordo com a última pesquisa do IPEA (Instituto de Pesquisa Econômica Aplicada), com base nos dados da PNDA (Pesquisa Nacional por Amostra de Domicílio), a jornada de trabalho doméstico das mulheres supera em 7,5 horas o realizado pelos homens. Este quadro pode reduzir se aplicarmos a igualdade de gênero dentro da própria casa. As responsabilidades do lar são da mulher e do homem por igual.
A política de “conciliação” da vida familiar e vida profissional define implicitamente a mulher como única responsável por operar essa articulação, ressaltando a desigualdade entre homens e mulheres frente ao mercado profissional.  
Já a delegação do trabalho doméstico a outras mulheres muitas vezes acentua a precarização dessa forma de trabalho e provoca para a mulher de baixa classe econômica a devastação de sua vida particular, e até a ruptura da relação de mãe e filho. E ainda que delegado a gestão desse trabalho continua sob a responsabilidade da mulher.
Dosar as prioridades corporativas e pessoais é algo importante quando a mulher deseja sucesso profissional. Evidenciar para os parceiros, filhos e amigos a importância do trabalho para a plenitude é uma das lições. Ainda vivemos em uma sociedade em que o trabalho para o homem é algo orgânico. Já para as mulheres, parecem sempre ter que lutar por esse espaço. O diálogo e o equilíbrio são vitais nesse processo de posicionamento da mulher.

## Diferença salarial
Na grande maioria das empresas ainda se observa discrepância entre o que é pago para homens e mulheres que ocupam a mesma posição e exercem as mesmas atividades.
O Wall Street Journal explorou a diferença salarial entre homens e mulheres nos Estados Unidos. A conclusão? De forma geral, as mulheres ganham, em média, US$ 0,78 para cada dólar que um homem recebe. Globalmente essa discrepância é ainda pior. São apenas US$ 0,50 para cada dólar que o homem ganha.
Entre os principais obstáculos para essa equiparação salarial está a falta de estímulo às mulheres para o trabalho em tempo integral, que são constantemente estimuladas à inatividade e ao trabalho em tempo parcial.
Mas isso é resultado das características dos postos de trabalho ocupados pelas mulheres. Tem muito mais mulheres do que homens em trabalhos com jornadas curtas e, por isso, os seus respectivos rendimentos são também menores.
Enquanto cerca de 980 mil homens têm jornadas inferiores a 15 horas semanais, as mulheres nessa situação são quase 2 milhões. Nem sempre elas estão nessa situação por opção própria. Quase metade delas (42%) declararam que gostariam de trabalhar mais horas.
“Em função da carga de afazeres e cuidados, muitas mulheres se sentem compelidas a buscar ocupações que precisam de uma jornada de trabalho mais flexível”, explica a coordenadora de População e Indicadores Sociais do IBGE, Barbara Cobo, complementando que “mesmo com trabalhos em tempo parcial, a mulher ainda trabalha mais. Combinando-se as horas de trabalhos remunerados com as de cuidados e afazeres, a mulher trabalha, em média, 54,4 horas semanais.

## Assédio
O respeito à mulher dentro de todas as esferas de seu ambiente de trabalho, seja no escritório ou linha de produção, ou no ambiente digital, é algo importante e que deve ser seriamente considerado pelos gestores.
Dificuldade para reunir evidências e baixos índices de punição são fatores que contribuem para que as vítimas desistam de denunciar crime. De acordo com uma pesquisa da Organização Internacional do Trabalho, 52% das mulheres economicamente ativas já sofreram esse tipo de abuso, psicológico ou físico, no ambiente profissional.
O debate sobre desigualdade de gênero e assédio está fortalecendo as mulheres, a ponto de as denúncias terem aumentado nos últimos anos. Segundo o Ministério Público do Trabalho, foram 165 denúncias de assédio sexual em 2012, crescendo para 340 em 2017, mais que o dobro.

## O papel do Estado frente às dificuldades das mulheres no mercado de trabalho
O Estado deve adotar políticas públicas que visem promover a igualdade de condições entre homens e mulheres no mercado de trabalho. Isso se dá, na maioria dos casos, com a criação de programas de adesão voluntária pelas empresas, que receberão algum tipo de benefício do Estado ao comprovarem seus esforços para cumprir tal objetivo.
Brasil
Programas e ações do Estado
Unidade responsável: Secretaria de Políticas do Trabalho e Autonomia Econômica das Mulheres – SAE
• Fortalecimento da política de autonomia econômica das mulheres
• Direitos das mulheres no trabalho - Interlocução com a bancada feminina, comissões legislativas e parlamentares, assim como com o poder judiciário, acompanhando a legislação sobre os direitos do trabalho das mulheres. Articulação com o Ministério do Trabalho e Emprego e participação nos fóruns relacionados à Agenda Nacional do Trabalho Decente. Diálogo com mulheres sindicalistas, trabalhadoras domésticas e mulheres da economia solidária.
• Mulheres no Esporte - Formulação e estímulo ao desenvolvimento de políticas de esporte e lazer que garantam o direito à sua prática pelas mulheres de todas as idades, de forma igualitária com os homens, assim como de políticas e ações que favoreçam a profissionalização das mulheres no esporte, a exemplo do incentivo e promoção do futebol feminino.
• Cotidiano e Uso do Tempo – O maior entendimento do uso do tempo nas dinâmicas entre trabalho e vida cotidiana subsidia políticas públicas de igualdade e contribui para a compreensão das relações de desigualdade no trabalho e na vida doméstica. Coordenação do Comitê Técnico de Estudos de Gênero e Uso do Tempo e apoio a ações que promovam a discussão e divulgação da temática na sociedade.
- Programa Pró-Equidade de Gênero e Raça

- Dirigido a empresas de médio e grande porte, públicas e privadas
- Programa de adesão voluntária
- Selo Pró-Equidade de Gênero e Raça: reconhecimento público pela adoção de práticas de igualdade
- Objetivo: transformação da gestão de pessoa, da cultura organizacional das empresas e da maneira como tratam seus negócios, suas políticas e a força de trabalho
-  Ponto de incidência do programa: superação da desigualdade de remuneração e de ocupação dos cargos gerenciais
União Europeia
Programas e ações do Estado
Os programas  para aumentar das taxas de participação e ocupação das mulheres de modo efetivo e não precário dizem respeito a:
a) garantir o acesso feminino às políticas ativas de mercado de trabalho em igualdade de condições com os homens em uma proporção equivalente à sua participação na PEA e/ou na taxa de desemprego;
b) revisar os sistemas tributários para facilitar a incorporação das mulheres no mercado de trabalho, reduzindo os fatores desestimulantes;
c) possibilitar o acesso das mulheres a áreas e postos de trabalho relacionados às tecnologias de informação, através da educação e formação profissional;
d) incluir serviços de cuidado infantil e de outras pessoas dependentes (idosos e doentes);
e) não restringir as políticas dirigidas à promoção da igualdade de gênero a programas-piloto de curta duração e alcance limitado, mas objetivar um maior alcance a médio e longo prazo (OCDE, 2007).
França
- Allocation Parentale d’Education

- Políticas de conciliação destinada a facilitar a articulação entre trabalho e vida familiar para permitir o acesso das mulheres ao emprego
- Exclusão dos homens
Japão
- Impossibilidade de compatibilizar maternidade e emprego
- Falta de políticas públicas que estimulem a mulher ao trabalho em tempo integral
- Falta de movimentos sociais

Outras medidas a serem adotadas que possivelmente apresentariam resultados mais rápidos:
- Taxa obrigatória mínima de contratação de mulheres, inclusive para altos cargos.
- Concessão de subsídios ou isenções a empregadores que apresentem esforços comprovados para a integração da mulher e equalização de salários.
- Disponibilidade de condições de cuidados às crianças, seja através de creches no local de trabalho ou de disponibilidade desses serviços baratos e de boa qualidade fora da empresa.
- Obrigatoriedade de adesão ao Programa Pró-Equidade de Gênero e Raça.